# Улласуннский мост
Улласуннский мост (норв. Ullasundbrua) — мост через залив Улласуннет (Ullasundet) в коммуне Харам, Норвегия. Соединяет острова Харамсёйа (Haramsøya) и Флемсёйа (Flemsøya).
Первый мост был открыт в 1969 году. К середине 1990-х гг. железобетонные конструкции моста пришли в неудовлетворительное состояние из-за воздействия морской воды. Было принято решение о строительстве нового моста, который был построен в 1998 году.